# Ludwig von Moos
Ludwig von Moos (Sachseln, 31 de enero de 1910 – Berna, 26 de noviembre de 1990) fue un político suizo, miembro del Partido Conservador Social Cristiano.
De 1946 a 1959 fue miembro del gobierno cantonal del Obwalden. En diciembre de 1959 fue elegido miembro del Consejo Federal, donde permaneció hasta diciembre de 1971. Fue Presidente de la Confederación Suiza en dos ocasiones: en 1964 y en 1969.

## Biografía
Estudió en el Colegio Benedictino de Sarnen y posteriormente cursó Derecho en la Universidad de Friburgo, donde se licenció en 1933. De 1941 a 1946 fue alcalde de Sachseln. En 1943 fue nombrado miembro del tribunal cantonal, del que fue vicepresidente hasta 1946. También fue redactor jefe del periódico Obwalder Volksfreund  de 1935 a 1942.
En 1943, con sólo 33 años, fue elegido miembro del Consejo de los Estados. Durante su mandato, presentó una moción en la que solicitaba la derogación de los artículos de excepción confesionales de la Constitución Federal. Fue miembro de esta cámara hasta 1959. De 1946 a 1959, también fue miembro del Consejo de Estado del cantón de Obwalden, y fue su presidente en cuatro ocasiones (1953, 1955, 1957 y 1959).
En 1946 se incorporó al consejo de administración del Banco Cantonal de Obwalden, que presidió desde 1954. Aquel mismo año fue nombrado miembro del consejo de administración de los Ferrocarriles Federales Suizos y, en 1957, del consejo de la Escuela Politécnica Federal de Zúrich.
El 17 de diciembre de 1959 fue elegido miembro del Consejo Federal, donde fue responsable del Departamento de Justicia y Policía hasta el 31 de diciembre de 1971. Bajo su administración, su departamento publicó en 1969 el muy controvertido Libro de Defensa Civil, que calificaba de peligrosa para el Estado cualquier opinión discrepante. Introdujo con éxito una serie de reformas legislativas, entre ellas una ley para limitar la adquisición de inmuebles por parte de personas domiciliadas en el extranjero (Lex von Moos, 1961) y trabajó en favor de la instauración del sufragio femenino en 1971.
Fue Presidente de la Confederación Suiza durante el año de la Exposición Nacional de 1964 y durante la visita del Papa Pablo VI en 1969.
En 1964 fue nombrado doctor honoris causa por la Universidad de Friburgo. También presidió la Comisión Federal para la Protección de la Naturaleza y el Patrimonio (1972-1977), la Asociación del Museo Suizo de los Transportes (1972-1982) y la Asociación de Amigos de la Universidad de Friburgo (1972-1982).
Falleció en Berna el 26 de noviembre de 1990 tras una larga enfermedad.

## Vida personal
Hijo de Konstantin y Elisa (de soltera Ackermann), era el menor de once hermanos. En 1939 se casó con Helena Regina Durrer, con la que tuvo siete hijos.